# Тищенко, Анатолий Федосеевич
Анато́лий Федосе́евич Ти́щенко (7 апреля 1935 — 26 ноября 2002) — советский, российский дипломат. Чрезвычайный и полномочный посол (17 августа 1991).

## Биография
Окончил Московский государственный институт международных отношений (МГИМО) МИД СССР.
- В 1961—1965 годах — старший референт, атташе отдела МИД СССР.
- В 1965—1971 годах — атташе, третий, второй секретарь Посольства СССР в Дании.
- В 1971—1974 годах — второй, первый секретарь отдела МИД СССР.
- В 1974—1977 годах — первый секретарь Посольства СССР в Норвегии.
- В 1977—1980 годах — советник Посольства СССР в Дании.
- В 1980—1983 годах — заместитель заведующего отделом МИД СССР.
- В 1983—1988 годах — советник-посланник Посольства СССР в Финляндии.
- В 1988—1990 годах — заместитель, первый заместитель начальника Главного управления кадров и учебных заведений МИД СССР.
- С 13 сентября 1990 по 4 января 1995 года — чрезвычайный и полномочный посол СССР, затем Российской Федерации в Норвегии[2][3].
- В 1995—2000 годах — заместитель директора Департамента кадров МИД России.
- С 2000 года — проректор Дипломатической академии МИД России.

Похоронен в Москве на Ваганьковском кладбище.

## Награды и почётные звания
- Почётный знак «За заслуги в развитии науки и экономики».
- Почётный знак «За пользу Отечеству».
- Знак отличия «За безупречную службу» XL лет (29 мая 2000) — За многолетнюю плодотворную работу и активное участие в проведении внешнеполитического курса Российской Федерации[4].
- Почётное звание «Рыцарь науки и искусств» (РАЕН, 2000).
- Юбилейная серебряная медаль «РАЕН — 10 лет».
- Большой крест Королевского Норвежского ордена Заслуг.

## Семья
Женат, имеет троих детей.